# Pseudagapostemon eliasi
Pseudagapostemon eliasi är en biart som beskrevs av Cure 1989. Pseudagapostemon eliasi ingår i släktet Pseudagapostemon och familjen vägbin. Inga underarter finns listade i Catalogue of Life.